# أنريديرا كورديفوليا
أنريديرا كورديفوليا المعروفة أيضًا باسم "كرمة ماديرا" أو "كرمة المينيونيت"، هي نوع من نباتات الزينة العصارية المتسلقة من عائلة باسيلاسي (Basellaceae). تجمع هذه الكرمة بين الأوراق السميكة والدرنات الهوائية الكثيفة، مما يجعلها كرمة ثقيلة جدًا. يمكن أن تخنق الأشجار والنباتات الأخرى التي تنمو عليها، وقد تتمكن بسهولة من كسر الفروع وإسقاط الأشجار بأكملها. أسماء أخرى تشمل "ذيل الحمل" و"كرمة البطاطا".

## الوصف

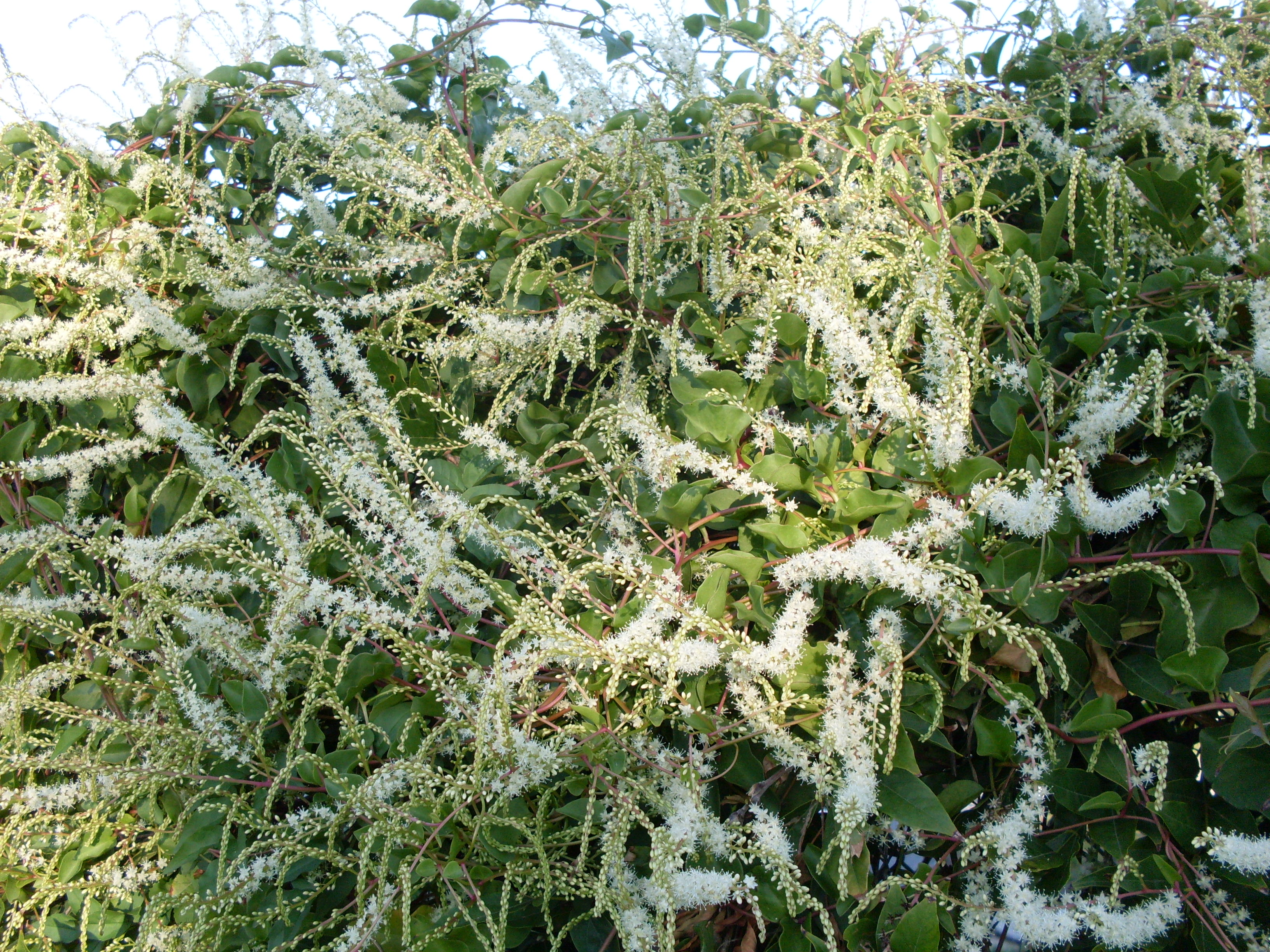
كرمة تتدلى على السياج بأزهارها التي تشبه الذيل، والتي أعطت اسمها البديل، "ذيل الحمل"

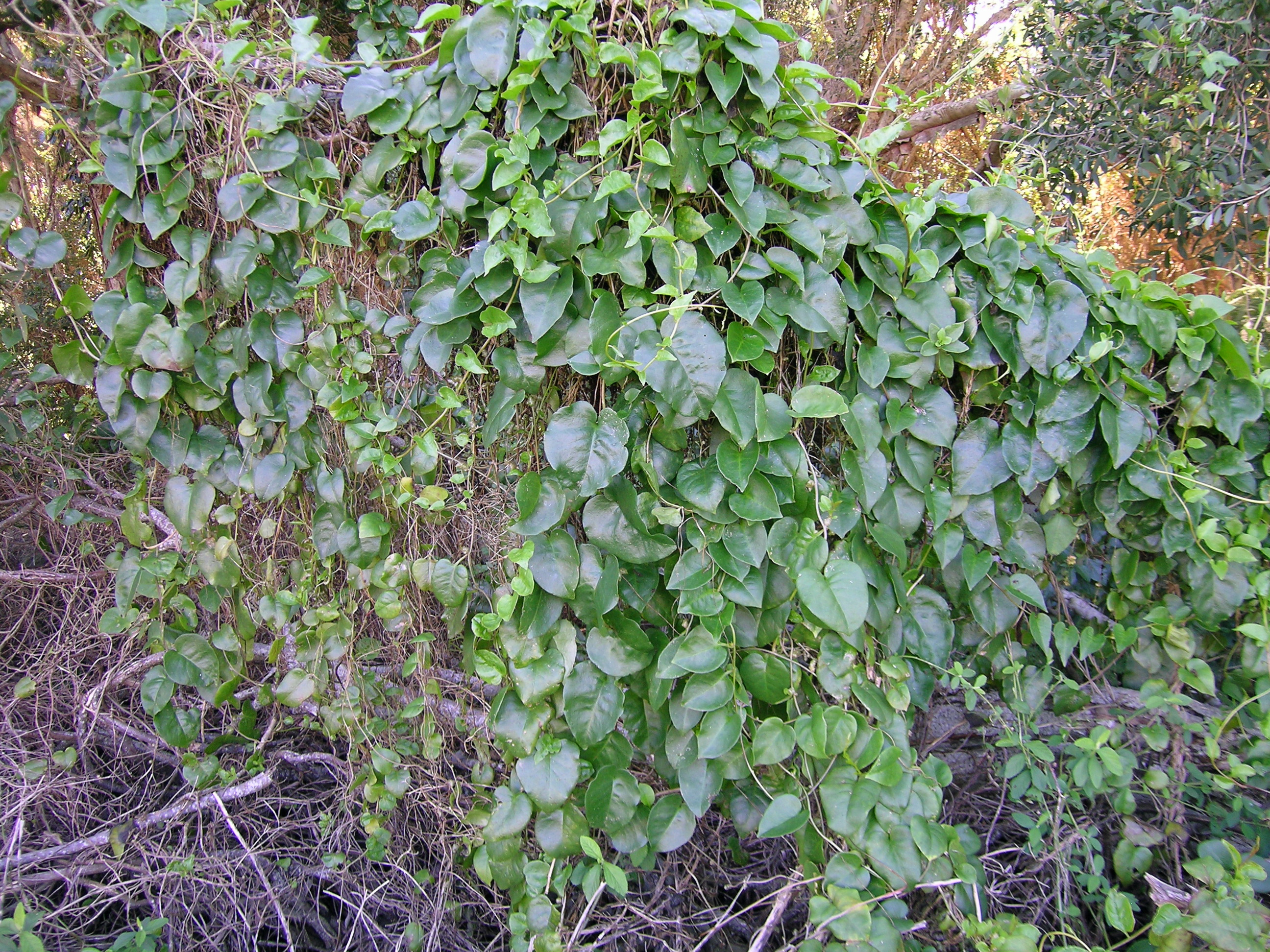
في الغابة، تظهر أوراقها المميزة على شكل قلب

أنريديرا كورديفوليا هي نبتة متسلقة دائمة الخضرة تنمو من جذور درنية سمينة. لها أوراق لامعة وشكل قلبية بلون أخضر ساطع، يبلغ طولها بين 4 إلى 13 سنتيمترًا (1.6 إلى 5.1 بوصة). تنتج النبتة درنات شبيهة بالثآليل على السيقان الهوائية، وهي إحدى السمات الرئيسية التي تساعد في التعرف على النبات.
من أواخر الصيف حتى الخريف، تنتج نبتة أنريديرا كورديفوليا كميات كبيرة من الزهور الصغيرة العطرة (تشبه رائحة الهيل)، بلون كريمي، على الأزهار العرقية المتدلية قد يصل طولها إلى 30 سم (12 بوصة). تنتشر النبتة عن طريق الدرنات التي تنفصل بسهولة.

### التكاثر
يمكن لأنريديرا كورديفوليا التكاثر من خلال تكاثر الدرنات وأيضًا من قطع الجذور التي قد تنكسر. على الرغم من أن هذه الأنواع تحتوي على زهور ذكور وإناث، إلا أنها نادرًا ما تتكاثر جنسيًا وتنتج البذور.
تنتشر هذه الأنواع غالبًا من خلال نموها الخضري الخاص بها، لكنها يمكن أن تُنقل بسهولة بواسطة الأنشطة البشرية. إذا انتهت القطع في المسطحات المائية، فقد يتم نقلها إلى مواقع جديدة بهذه الطريقة. تم العثور على شتلات على بُعد كبير من المناطق المأهولة والطرق والجداول في أستراليا بدءًا من عام 1988، مما أدى إلى الاستنتاج بأن الأنواع تنتج بذور هناك.

## النطاق
موطنها الأصلي هو بوليفيا والبرازيل وباراغواي وأوروغواي والأرجنتين في أمريكا الجنوبية. تم إدخاله إلى أفريقيا ومنطقة أسترالاسيا والمحيط الهادئ وجنوب أوروبا وأمريكا الشمالية؛ ويعتبر من الأنواع الغازية في العديد من المناطق الاستوائية وشبه الاستوائية.
في شرق أفريقيا، يوجد النبات كنوع غازي، في أجزاء من كينيا وأوغندا، ومن المعروف أنه موجود في تنزانيا. وهو أيضًا نوع غازي في جنوب أفريقيا.
وباعتبارها نوعًا غازيًا في أستراليا، فإنها تمثل مشكلة كبيرة في المناطق الاستوائية وشبه الاستوائية في كوينزلاند ونيوساوث ويلز، بما في ذلك سيدني وجنوبًا حتى منطقة إيلوارا. لقد تم تصنيفها كعشب ضار في كلتا الدولتين. وقد أصبحت أيضًا طبيعية، كإصابات صغيرة ولكنها متوسعة، في فيكتوريا وتسمانيا وجنوب أستراليا وغرب أستراليا. وهو موجود أيضًا في جزيرة نورفولك وجزيرة اللورد هاو. في نيوزيلندا، يحدث في الجزيرة الشمالية، من شمال أوكلاند جنوبًا إلى خليج هوكس وماناواتو ، وفي الجزيرة الجنوبية في بورت هيلز بالقرب من كرايستشيرش، وفي جزر كيرماديك.
وقد تجنست في معظم جزر هاواي حيث تم تصنيفها كعشب ضار.

## نبات الحديقة
وعلى الرغم من قدرتها على أن تكون نوعًا غازيًا في المناطق الأكثر دفئًا في البر الرئيسي للولايات المتحدة، إلا أنها لا تزال تُباع هناك كنبات حديقة، في عام 2023. يتم بيعها أيضًا كنبات حديقة في المملكة المتحدة، على الرغم من أنه بسبب المناخ فمن غير المرجح أن يصبح نوعًا غازيًا هناك. ويبدو أيضًا أن سنغافورة تعامل هذا النوع باعتباره نباتًا للحديقة.

## الاستخدامات

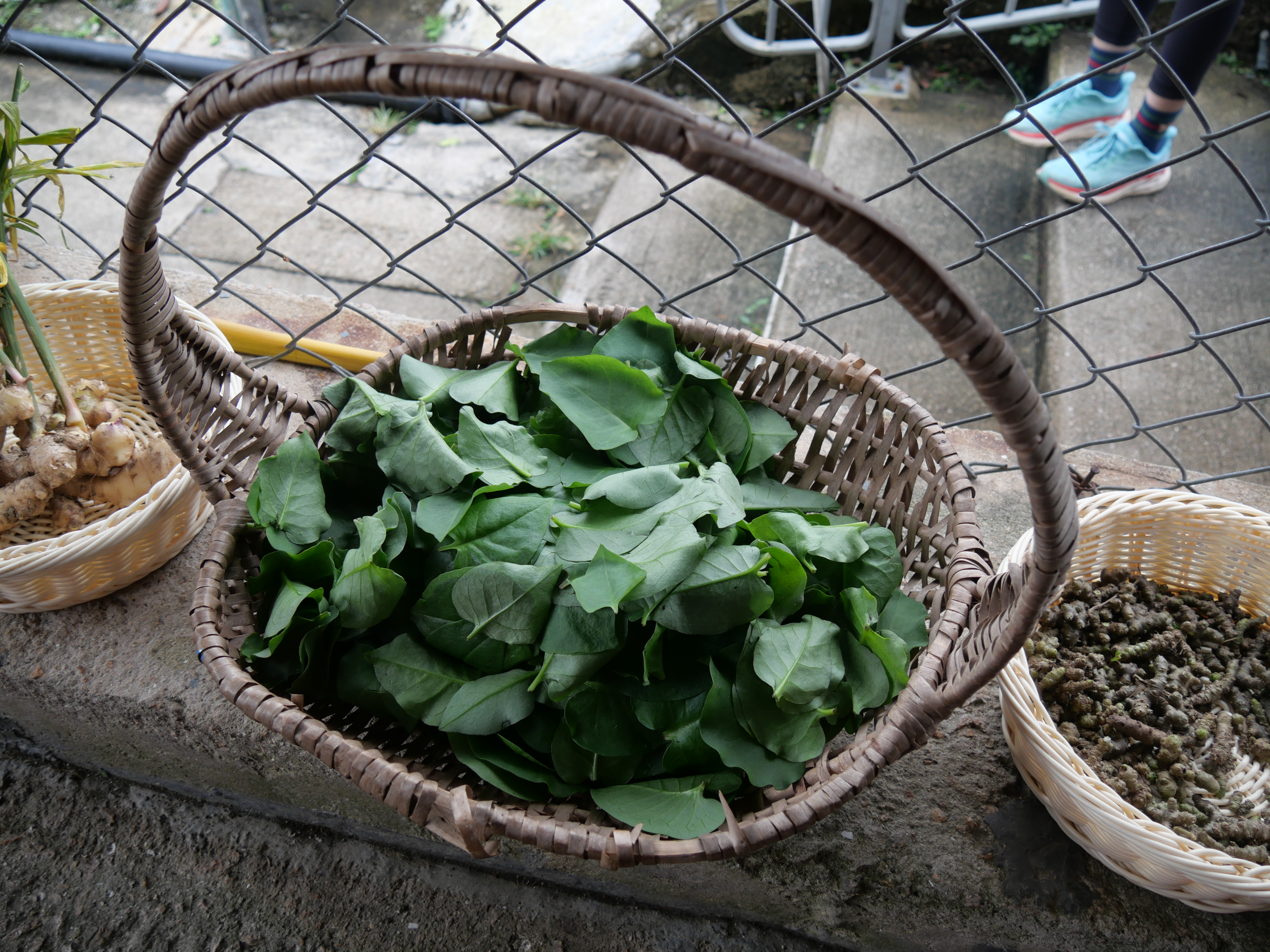
أوراق تم جمعها للاستخدام في الطهي

يمكن طهي أوراق نبات "فين ماديرا" كخضروات عن طريق قليها مع زيت الزيتون أو زيت السمسم والثوم، ويمكن استخدامها في الحساء. يمكن تناول الأوراق والسيقان نيئة وكذلك مسلوقة. كما أن الجذور قابلة للأكل. أما البصيلات فهي غير صالحة للأكل، ولكنها استخدمت طبيًا لتقليل الالتهابات، وتحسين القرحة، ودعم صحة الكبد.

### العناصر الغذائية
الأوراق غنية بالبيتا كاروتين وفيتامين هـ والكالسيوم بالإضافة إلى احتوائها على كميات صغيرة من الريبوفلافين وحمض الفوليك وحمض الأسكوربيك والحديد والبروتين. تحتوي الأوراق أيضًا على مادة مخاطية.

## المخاطر
قد يؤدي تناول الأوراق إلى حدوث إسهال مؤقت لدى الخنازير والأغنام. لم يتم البحث بشكل جيد حول تأثيراتها على الماشية الأخرى.

## الغزوانية

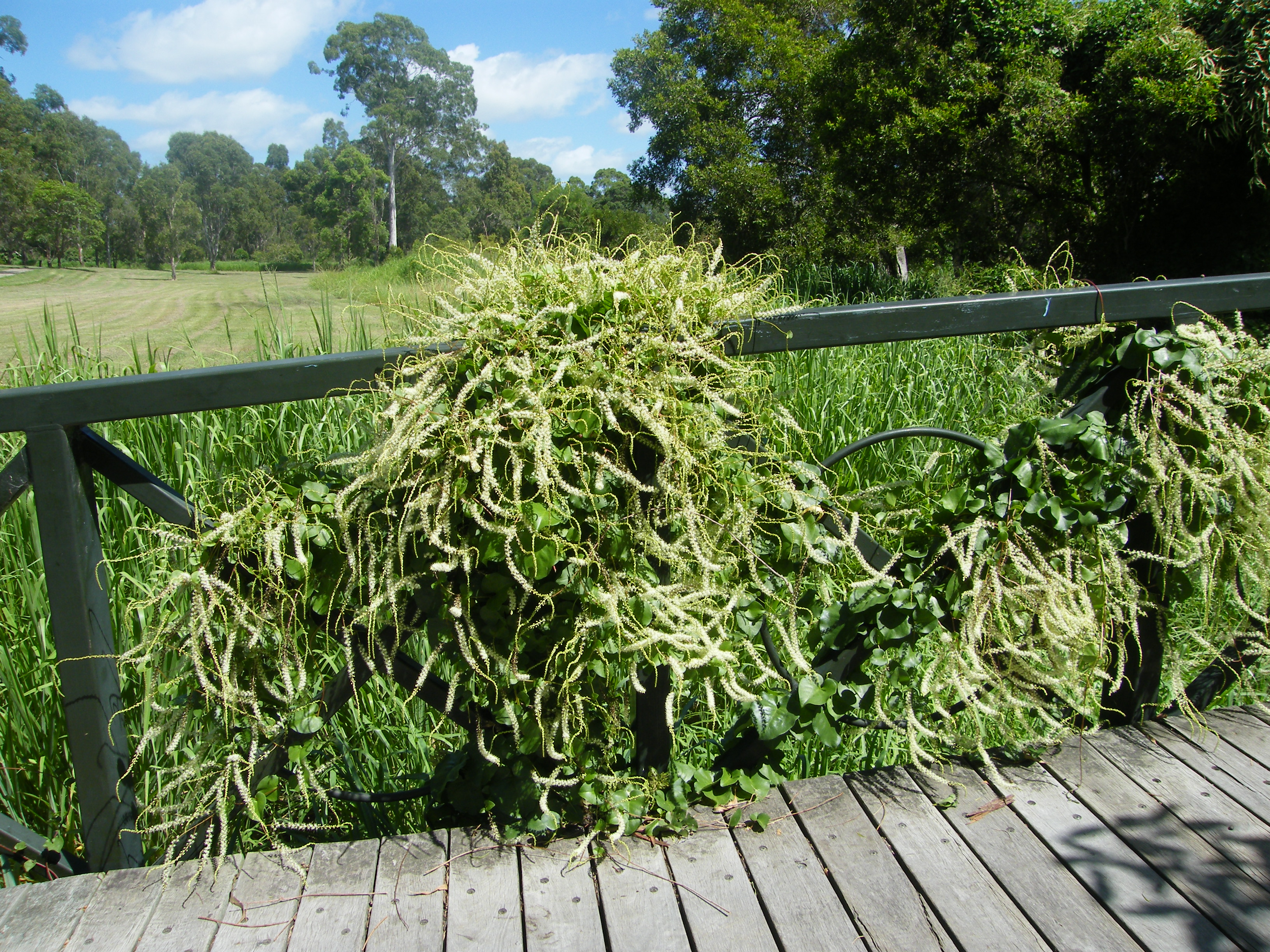
غزو في المستنقع

نبات فين ماديرا يمكنه التسلق حتى 40 مترًا في قمم الأشجار، مما يؤدي إلى تغطيتها وإسقاط الأشجار الناضجة. ينمو هذا الكرم بشكل سريع، ففي وجود ضوء الشمس الوفير، يمكنه أن ينمو بمقدار متر واحد في أسبوع. كما أنه قادر على البقاء في ظروف ضوء منخفضة، بما في ذلك تحت قبة شجرية سليمة، كنبات صغير في انتظار الفرصة لنمو سيقان طويلة عندما تتحسن الظروف. خارج نطاقه الأصلي، يمكنه التكيف مع ظروف مثل الجفاف والصقيع وحتى الثلوج، ويمكنه إعادة تأسيس نفسه باستخدام الطاقة المخزنة ككربوهيدرات في الأبصال الجوية والجذور تحت الأرض.
النبات متحمل جزئياً للملوحة، ويمكنه النمو فوق مناطق أشجار المانغروف. يمكن للكرمة الناضجة أن تنتج "قبة" كثيفة تُنتِج الظل، عن طريق النمو داخل وفوق الأشجار، ويصحبها طبقة تحتية من الكروم الأصغر والنباتات التي تنمو من الأبصال التي سقطت من الكرمة الرئيسية.
تم إدراجها في "الاتفاق الوطني لمكافحة الحشائش" في نيوزيلندا، مما يحد من زراعتها وبيعها. نشرت "لجنة الأعشاب الأسترالية" مسودة استراتيجية الكرمة ماديرا في أغسطس 2012، والتي تهدف إلى منع انتشارها وتقليل آثارها في جميع أنحاء أستراليا.
في نطاقها الأصلي، يتم استهلاك الأوراق بواسطة الخنافس، التي لا توجد في نطاقها الغازي.

### التحكم
يتم التحكم في الكروم الناضجة باستخدام طريقة "الخدش والطلاء"، حيث يتم خدش اللحاء لكشف طبقة الكامبيوم وطلائها بمبيد الأعشاب. يتطلب المتابعة ثلاث مرات في السنة أو أكثر. يتطلب التحكم في كرمة ماديرا استنفاد بنك الأبصال. يمكن أن يساعد رش الأوراق بمبيد الجليفوسات بتركيز 360 جرام/لتر وبتركيز 1% في التحكم في النمو المسطح والكروم التي تظهر حديثاً.
يعد قطع سيقان الكرمة بالقرب من الأرض غير فعال كإجراء للتحكم؛ حيث يمكن أن يبقى الجزء العلوي المقطوع حياً في قمة الشجرة لمدة تصل إلى عامين، وخلال هذه الفترة سيستمر في إسقاط الأبصال الهوائية، كما أن النبات يعيد بسهولة إنشاء سيقان كرمة جديدة من أبصاله تحت الأرض. تم تحقيق النجاح في قتل الجزء العلوي المقطوع، بما في ذلك الأبصال الهوائية، باستخدام طريقة "القطع والتغذية"، التي تشمل وضع نهاية القطع العلوية في كوب يحتوي على محلول 5% من الغليفوسات لمدة تصل إلى شهرين.

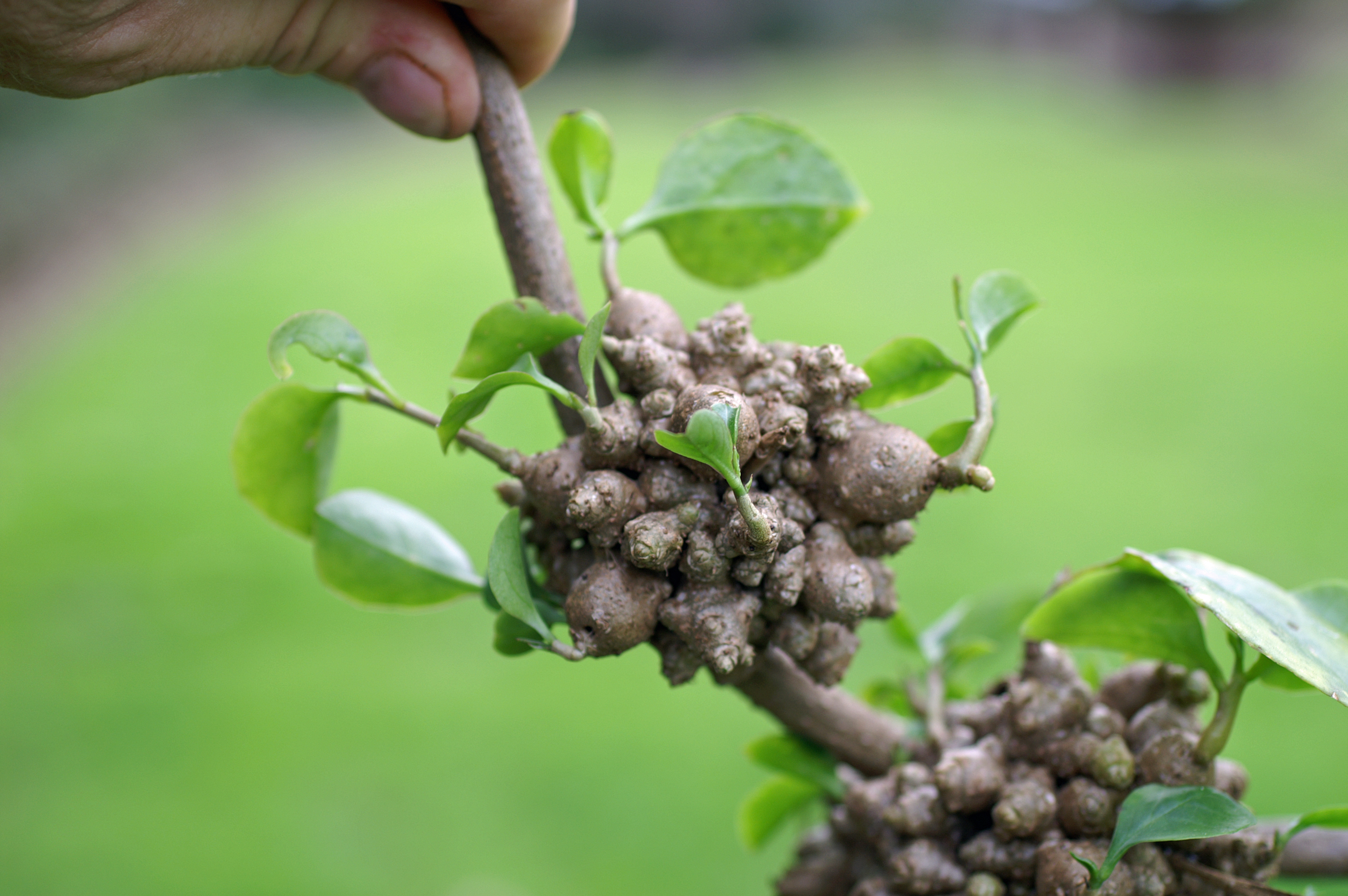
الدرنات الهوائية. بعضها تنبت نباتات جديدة.

إن سحب الكروم الناضجة من الأشجار عادة ما يكون غير منتج، لأن الأبصال الهوائية تنفصل بسهولة وتسقط على الأرض. إذا كان من الضروري القيام بذلك لأي سبب من الأسباب، يجب وضع خيمة أو غطاء مشابه على الأرض لالتقاط الأبصال الهوائية الساقطة. قد تبقى الأبصال الهوائية لمدة تتراوح بين عامين إلى 15 عامًا، وقد تصل معدلات الإنبات من هذه الأبصال إلى 70%. إن محاولة حفر الأبصال تحت الأرض، والتي قد تكون واسعة في النباتات الناضجة، هي أيضًا عملية معقدة. تتفتت الأبصال تحت الأرض بسهولة عند تعرضها للاضطراب، وأي مادة أبصال متبقية يمكن أن تنشئ نباتًا جديدًا. يمكن أن تبقى الأبصال تحت الأرض لمدة تتراوح بين خمس إلى عشر سنوات. يمكن للنبات أن ينتشر على مستوى الأرض كجذمور، ويمكن لأعمدة الكرمة أن تشكل جذورًا عند أي عقدة ورقة ملامسة للتربة، مما يؤدي إلى تكوين أبصال تحت الأرض جديدة. يمكن أن تؤدي قصاصات السيقان والأوراق العصارية المنفصلة، حتى وإن كانت مجرد موضوعة فوق التربة أو القش الرطب، إلى تكوين نباتات جديدة.

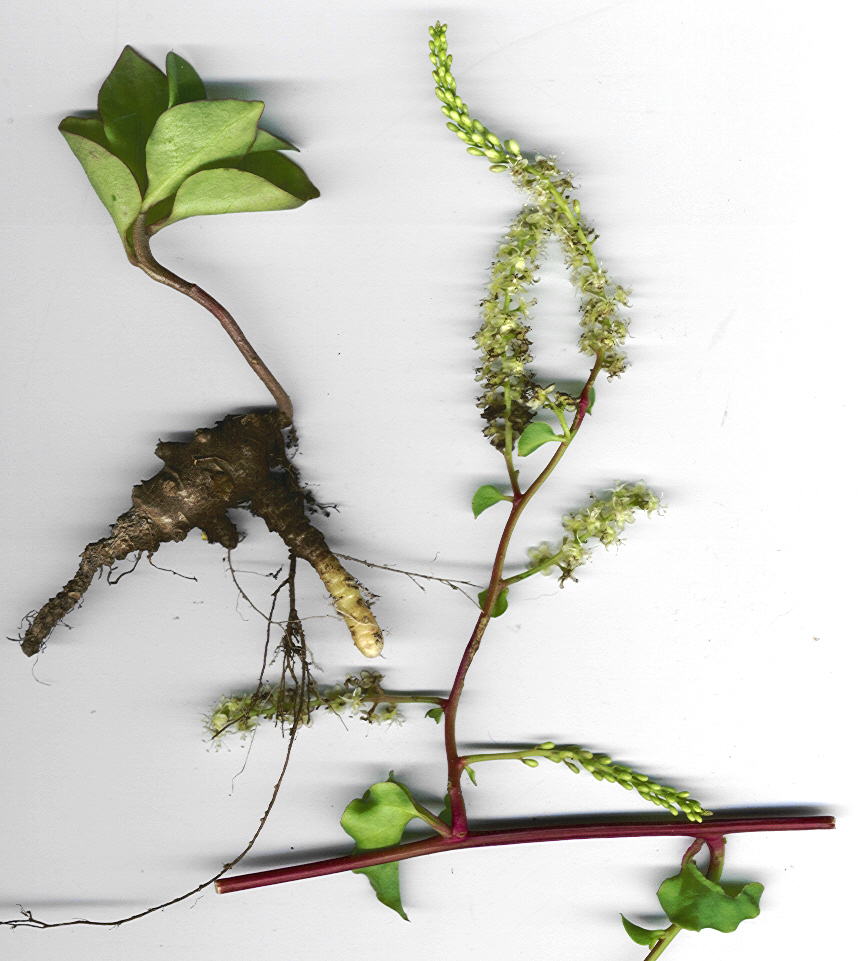
صورة توضح درنة جوفية ونبات صغير ينمو منها (على اليسار).

نظرًا لأن النبات الغازي يمكنه البقاء لفترات طويلة في حالة سبات والتكاثر بطرق متعددة، من الضروري عدم تضمين أي جزء من هذا النبات في جمع "النفايات الخضراء" أو تحويله إلى سماد؛ لأن السماد الناتج يمكن أن يكون مصدرًا لانتشار جديد. يمكن التخلص من المواد النباتية بطريقة لا تعرضها للخطر من خلال حرقها، أو عن طريق تعفن النبات بشكل كامل، على مدى فترة طويلة، في صناديق مغلقة ومعتمة الضوء، مع التأكد من أن المادة النباتية مغمورة تمامًا في الماء، أو عن طريق تخزينها في أكياس الأعشاب السوداء في مكان مشمس، لمدة لا تقل عن 12 شهرًا حتى تتعفن تمامًا. حتى بعد مثل هذا العلاج للتخلص، يجب التعامل مع أي بقايا بحذر وإرسالها إلى مدفن النفايات، وليس إلى النفايات الخضراء أو التربة.
قد تؤدي أنشطة المكافحة في البداية إلى تفاقم الإصابة، وتعتمد المكافحة في النهاية على متابعة تدابير المكافحة بانتظام على مدى فترة من الزمن. يمكن استخدام طريقة "الخدش والطلاء" بشكل فعال في أي وقت من السنة، ولكن من الأفضل القيام بالرش الورقي خلال فترة النمو النشط. ستعتمد هذه الفترة على مناخ المنطقة.
في أستراليا، تم إدخال نوع من الخنافس، Plectonycha correntina ، موطنها الأصلي أمريكا الجنوبية، والتي تتغذى على أوراق الكرمة، في عام 2011، كمحاولة للسيطرة البيولوجية. وكان التأثير محدودا.

## قراءة إضافية
- Pink, A. (2004). Gardening for the Million. Project Gutenberg Literary Archive Foundation. مؤرشف من الأصل في 2024-12-04.
- Invasive Species Specialist Group (ISSG). Anredera cordifolia
- "Weeds – Madeira Vine". Brisbane Rainforest Action & Information Network. مؤرشف من الأصل في 2006-08-23. اطلع عليه بتاريخ 2012-11-19.

## روابط خارجية
- قاعدة بيانات نباتات المستقبل لـ "أنريديرا كورديفوليا"
- قاعدة بيانات صور النباتات الطبية أنريديرا كورديفوليا (كلية الطب الصيني، جامعة هونج كونج المعمدانية) باللغة الصينية التقليدية باللغة الإنجليزية
- كيفية إزالة الإصابة بنبات ماديرا فاين الناضج (أنريديرا كورديفوليا) - فيديو من Pittwater Ecowarriors (سيدني)
- الأنواع الغازية 101 نبات ماديرا (أنريديرا كورديفوليا) - فيديو من جنوب أفريقيا